# Дефрагментация
Дефрагмента́ция — процесс перераспределения фрагментов файлов и логических структур файловых систем для обеспечения непрерывной последовательности кластеров на накопителе.
В случае использования жёстких дисков, вследствие дефрагментации ускоряется чтение и запись файлов, а следовательно, работа программ и операционной системы. Это достигается за счёт того, что чтение файлов после дефрагментации производится максимально линейно и непрерывно, без дополнительных передвижений головки жёсткого диска для поиска и воссоединения фрагментов.
Дефрагментация файловых систем на твердотельных накопителях (в том числе подключаемых по USB) на основе различных видов флеш-памяти остаётся предметом споров. Бытует мнение что, дефрагментация в некоторой степени вредит флеш-памяти, так как последняя имеет ограниченное количество циклов перезаписи, чем накопители на магнитных дисках при должном использовании, но в связи с техническим прогрессом данное ограничение со временем становится все незначительнее.

## Терминология
Фрагментация данных — разбиение файла на фрагменты различной величины для записи в различные (не последовательные) области жёсткого диска. Фрагментация применяется, как правило, в случае необходимости записи большого файла на диск, где недостаточно непрерывного объёма, но достаточно суммарного свободного места (например, вследствие удаления ранее записанных файлов).

## Причины фрагментации файлов

### Фундаментальные причины
Фрагментация файловой системы является компромиссом между простотой и скоростью первоначального сброса данных на диск и скоростью и, соответственно, простотой чтения этих данных в будущем (которое может произойти весьма нескоро с точки зрения процессорного времени).
Также, фрагментация является следствием активной эксплуатации файловой системы и компьютера в целом, имея в основе вышеперечисленные причины.
Зачастую применяется преднамеренная фрагментация на твердотельных накопителях средствами их контроллера на физическом уровне, направленная на повышение эксплуатационных характеристик устройства.

### Последствия
Когда фрагментированных файлов становится много, скорость работы накопителя (особенно жёсткого диска или дискеты) с фрагментированными файлами уменьшается, поскольку возникают задержки на физическое перемещение головки жёсткого диска между разделёнными фрагментами. Более того, общая фрагментация жёсткого диска замедляет не только скорость работы с уже существующими файлами, но и, как правило, существенно замедляет запись новых.

## Типы дефрагментации
Разработчики сторонних утилит стараются предоставлять пользователям разные алгоритмы и правила дефрагментации.
«Быстрая» дефрагментация — дефрагментируются только фрагментированные файлы, свободное же место не дефрагментируется. Выполняется в несколько раз быстрее полной дефрагментации. Ускоряется работа с уже существующими файлами. Скорость работы с создаваемыми или изменяемыми файлами ускоряется незначительно. Такая дефрагментация реализована, например, в утилите Piriform Defraggler.
Дефрагментация свободного места — дефрагментация только свободного пространства, файлы же остаются фрагментированными, иногда даже больше, чем до дефрагментации. Намного ускоряет запись новых файлов. Используется крайне редко. Реализована в большинстве утилит дефрагментации, в частности, в Piriform Defraggler и O&O Defrag.
При полной дефрагментации одновременно дефрагментируется и свободное место, и сами файлы. Может выполняться несколько часов на больших дисках. Ускоряет работу как с новыми файлами, так и с уже существующими. Может проводиться встроенными средствами Windows, а также многочисленными сторонними утилитами. При использовании SSD как системного накопителя в Windows 8, 8.1, 10 такая ручная дефрагментация недоступна из стандартного инструмента и заменена оптимизацией — выполнением команды trim.
«Оптимизация», помимо (либо вместо) дефрагментации, перемещает физически в начало диска (точнее, раздела) мелкие и/или важные для работы системы файлы или перемещает в конец диска большие, пользовательские или те, что редко используются. Может дать незначительный прирост общей производительности жесткого диска и довольно значительное ускорение при использовании операционной системы с этого диска. Специальный вид такой оптимизации может проводится автоматически Windows при запуске операционной системы. Техника реализована в ряде утилит, в том числе MyDefrag и O&O Defrag.
Дефрагментация при запуске Windows проводится только для важных системных файлов. Пользователь, как правило, не имеет возможности контролировать этот процесс. Незначительно замедляет процесс запуска операционной системы, но практически исключает значительное увеличение времени загрузки в будущем, например, после успешного системного обновления. Если отключить данную опцию через реестр Windows, время запуска операционной системы сначала немного уменьшится, но со временем может стремительно увеличиваться при активном использовании компьютера, даже если производить регулярную общую дефрагментацию средствами операционной системы (особенно на Windows XP и ниже), так как во время работы системы большинство системных файлов могут быть защищены от прямого доступа либо классическая дефрагментация не столь важна для них.

### Известные ограничения
Дефрагментация некоторых файлов (например, файла подкачки или файлов реестра) не может происходить при непосредственной работе системы (без дополнительных «твиков» системного реестра). Для таких целей можно использовать мультизагрузочные утилиты, изменять реестр или производить дефрагментацию этих файлов из другой операционная системы (например, Linux).

## Необходимость дефрагментации

### Для файловых систем
Дефрагментация чаще всего требуется для таких файловых систем, как File Allocation Table (FAT16, FAT32) для операционных систем MS-DOS и NTFS для Microsoft Windows, так как в программах для работы с ними обычно внутренне не предусматривается никаких средств для предупреждения фрагментации (за редкими исключениями — KillCopy и TeraCopy), и она часто появляется даже на почти пустом диске и небольшой файловой нагрузке.
В некоторых файловых системах предусмотрено встроенное уменьшение фрагментации (см. Фрагментация в ext4) при сохранении приличной производительности диска и журналирования (см. Журналирование в ext4). Примером такой файловой системы может служить ext4, однако полноценная поддержка и работа с ней возможна лишь из среды Linux (см. Поддержка ext4).

### Для разных носителей
Фрагментация не обязательно носит негативный характер. Иногда она намеренно используется для увеличения срока службы SSD — здесь вступает в игру и команда trim. Стоит учесть, что фрагментацию можно рассматривать на разных уровнях: на уровнях файловой системы (логическом) и на уровне накопителя (физическом, за неё отвечает лишь контроллер SSD). Зачастую пользователь SSD даже и не догадывается о такой фрагментации, и используется она для равномерного износа ячеек памяти устройства (см. Выравнивание износа). Но даже на твёрдотельных накопителях операционная система Windows 8 и выше (в некоторых случаях) склонна производить дефрагментацию на уровне файловой системы. Тем не менее, она столь редка, что не стоит беспокоиться по этому поводу — ресурс современных SSD очень высок, а стабильность работы ОС практически для всех пользователей крайне важна.

#### «Здоровье» жёсткого диска
Помимо замедления компьютера в работе с файловыми операциями (таких, как чтение и запись), хроническая фрагментация файлов негативно сказывается на «здоровье» жёсткого диска, так как заставляет постоянно перемещаться позиционирующие головки диска, которые осуществляют чтение и запись данных. Это может уменьшить срок службы блока движущих головок и повысить температуру внутри HDD, что может привести к ещё более быстрому износу аппаратных частей жёсткого диска.

#### Для флеш-памяти и её контроллера
Флеш-память является памятью с прямым доступом, в которой время доступа к любой ячейке сравнительно мало и одинаково вне зависимости от её адреса, и записывает данные в так называемом scattershot-mode, когда только сам контроллер памяти знает о реальном расположении фрагментов. Кроме того, ячейки полупроводниковых накопителей выдерживают только ограниченное число циклов перезаписи, поэтому выполнять обычную дефрагментацию на флеш-накопителях и SSD не только неэффективно, но и в некоторым смысле вредно. Программы дефрагментации могут ускорить работу SSD, но не прибегая к классической дефрагментации файловой системы (или минимизируя оную).

###### Температурный контроль
Хоть фрагментация SSD имеет двоякий характер (из-за некоторой ограниченности ресурса перезаписи), не стоит забывать и о куда более важном явлении, как повышении температуры чипов ячеек памяти и, особенно управляющего микроконтроллера. Это ещё одна причина в пользу того, чтобы принимать комплексные меры (например, грамотный кабель-менеджмент и соответствующее компьютерное охлаждение) по улучшению состояния накопителей во время работы системы, а не только вести учёт записанных данных.

## Программное обеспечение
Для устранения фрагментации существуют специальные утилиты (программы-дефрагментаторы), принцип работы которых заключается в «сборе» каждого файла из его фрагментов и последующем помещении в наиболее выгодное положение для ОС и пользователя. Общим недостатком таких программ является их медленная работа — процесс дефрагментации может занимать очень много времени (до нескольких часов). Для твёрдотельных же накопителей существует особая команда, которая оптимизирует работу, не прибегая к пересортировке фрагментов файлов — trim.

### Файловые системы
- FAT: MS-DOS 6.x и Windows 9x содержат утилиту Defrag. Версия для DOS основана на Norton SpeedDisk, версия для Windows — на Diskeeper.
- NTFS: Windows NT 5 и новее содержат дефрагментатор, основанный на Diskeeper. Windows NT 4 и ранее не имели встроенных утилит для дефрагментации[4].
- ext2 использует дефрагментатор e2defrag.
- ext3 : e2defrag может работать с ext3, только если её временно преобразовать в ext2. Вместо этого можно использовать дефрагментатор, не зависящий от файловой системы — например, Shake[5].
- ext4 : e4defrag, работающий за счет создания экстентов и перемещения в них файлов.
- Btrfs: используется встроенный оффлайн-дефрагментатор. Опционально поддерживается автоматическая дефрагментация ФС.
- XFS: онлайн-дефрагментатор xfs_fsr.

Информацию о фрагментированности файла можно получить с помощью утилиты filefrag из пакета e2fsprogs.

## Дефрагментация вручную и предотвращение фрагментации
Несмотря на то, что среди программ такого рода имеются довольно интеллектуальные, хорошую дефрагментацию (для несистемного накопителя) можно провести и своими силами. Для этого достаточно создать на диске новый раздел с файловой системой, после чего просто скопировать на этот логический диск те файлы, которые на нём будут храниться. Во время такого копирования на пустой диск запись данных осуществляется последовательно, практически без фрагментации. Кроме того, сам процесс записи файлов занимает в несколько раз меньше времени, чем дефрагментация с помощью программ.

### Влияние пользовательских привычек на фрагментацию
Знание файловой структуры и принципов работы жёсткого диска помогает сильно уменьшить фрагментацию файлов благодаря правильной организации работы пользователя. Эта организация заключается в том, что на чистый диск сначала записываются те файлы, которые предполагается хранить долго: любимые фильмы, архивы, музыку. Те же файлы, которые не планируется долго хранить, лучше записывать в конец диска: их удаление не вызовет дробления других файлов. Но такой подход хорошо применим лишь к несистемным накопителям (и в меньшей частности к разным разделам одного и того же накопителя; связано это и с относительным физическим расположением данных на магнитных дисках и с частым ограничением на количество разделов при востребованном до сих пор стиле разделов MBR, а дефрагментацию системного раздела всё же более эффективно и проще выполнять специальными утилитами.

#### Другие вспомогательные методы
Помогает использование отдельного раздела и/или тома для часто изменяемых файлов. Например, в ОС часто на отдельных разделах размещаются пользовательские данные и настройки (каталог /home), временные файлы (/tmp), протоколы, кэши и др. (/var); см. также FHS.

### Помощь современных ОС в дефрагментации
ОС Windows 7 и выше при определённых настройках способны выполнять дефрагментацию, оптимизацию системных файлов, обслуживание SSD по расписанию и также тогда, когда ПК простаивает.